# Carlisle United Football Club
El Carlisle United Football Club (/kɑrˈlaɪl/ o /ˈkɑrlaɪl/) és un club de futbol de la ciutat de Carlisle (Cúmbria), a Anglaterra.

## Història

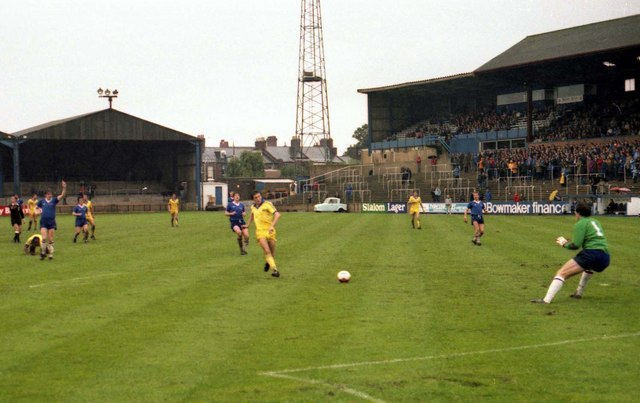
Carlisle la temporada 1981-82

El club es fundà el 17 de maig de 1904, després que membres del Shaddongate United van decidir en la seva reunió anual adoptar el nom de Carlisle United. El nou club jugà inicialment a Milhome Bank, més tard a Devonshire Park, establint-se finalment a Brunton Park el 1909. L'any 1905 ingressà a la Lancashire Combination, tot i que fou obligat a pagar durant dos anys els viatges dels seus rivals, en no ésser un equip del comtat de Lancashire. Quatre anys més tard entrà a la North Eastern League, essent-ne campió la temporada 1921-22. L'any 1928 fou admès per a participar en la Football League. Jugà a la Third Division North fins a 1958, més tard a la Fourth Division. El 1964 ascendí a la Third Division, categoria on fou campió la temporada 1964-65, i ascendint a la Second Division. Durant dotze anys jugà en aquesta categoria, esdevenint l'època daurada del club. Destacà una tercera posició la temporada 1966-67, una quarta la 1970-71 i novament una tercera la 1973-74, ascendint a la màxima categoria del futbol anglès.
Aquesta temporada a la Primera Divisió (1974-75) finalitzà amb l'equip en la darrera posició i, per tant, el posterior descens. Baixà a Tercera la temporada 1976-77 i tornà a pujar a Segona la 1981-82. En acabar la temporada 1986-87 tornava a la Quarta Divisió, 21 anys després de la darrera aparició en aquesta categoria. Dos nous ascensos el retornaren a Segona l'any 1997, en què guanyà també el Football League Trophy. Dos nous descensos el retornaren a la Quarta Divisió el 1998. L'any 2004 va perdre el seu estatus a la Football League que conservava des de 1928. Retornà a la Quarta Divisió immediatament i la temporada 2005-06 es proclamà campió d'aquesta categoria. El seu darrer èxit fou un nou Football League Trophy l'any 2011, derrotant el Brentford FC.

## Palmarès
- Tercera Divisió anglesa:
  - 1964-65
- Quarta Divisió anglesa:
  - 1994-95, 2005-06
- Football League Trophy:
  - 1996-97, 2010-11
- Lancashire Combination Division Two:
  - 1906-07
- North Eastern League:
  - 1921-22
- Cumberland Cup:
  - 1989-90, 1992-93, 2001-02, 2004-05, 2007-08, 2010-11, 2011-12, 2012-2013

## Evolució de l'uniforme[3]
| 1903-04 Shaddongate | 1904-05 | 1933-34 | 1973-76 | 2009-12 | 2012-13 | 2013-14 |